# کتمور
کتمور (به انگلیسی: Catmore) یک روستا و محله مدنی در بریتانیا است که در بارکشر غربی واقع شده‌است. کتمور ۲۸ نفر جمعیت دارد.